# Compassieprijs
De Compassieprijs is een Nederlandse prijs die sinds 2011 jaarlijks wordt toegekend aan een persoon, initiatief of organisatie die in staat is om ‘harten te verwarmen, mensen te verbinden en welzijn te bevorderen’. De prijs staat elk jaar in het kader van een ander thema. De Compassieprijs bestaat uit een oorkonde, een compassielamp en een geldbedrag. De prijs vindt haar oorsprong in het internationale 'Charter for Compassion' (Handvest voor Compassie) dat oproept om de Gulden Regel weer in ere te herstellen. Het initiatief hiertoe werd in 2009 genomen door de Britse schrijfster Karen Armstrong.
De prijs was een initiatief van theoloog Tom Mikkers. De uitreiking van de allereerste compassieprijs was onderdeel van een landelijke inspiratiedag over compassie van vrijzinnig protestantse kerken en organisaties. Dit werd voortgezet bij de prijsuitreiking in 2012. In 2013 en 2014 verzorgden lokale compassiegroepen de prijsuitreiking. In 2015 was de prijsuitreiking weer onderdeel van een inspiratiedag van vrijzinnig protestantse kerken. De stichting 'Handvest voor Compassie NL' organiseert sinds 2016 de uitreiking samen met organisaties die relevant zijn bij het gekozen thema. Sinds 2021 is de stichting Handvest voor Compassie NL samengegaan met de Beweging van Barmhartigheid. Dat impliceert dat de Beweging van Barmhartigheid sinds die tijd verantwoordelijk is voor de organisatie van de Compassieprijs.

## Winnaars
2011 - Kunst en CultuurBright O. Richards- vanwege zijn voorstelling 'As I left my father house' over vluchtelingen. De uitreiking vond plaats in de Nicolaïkerk in Utrecht en werd verricht door radiopresentator Hijlco Span.
2012 - SportAmbrose Ongwen - vanwege zijn sportproject 'Peace Beyond Borders' voor jonge krijgers in Kenia, waarmee hij sportleiders in Nederland inspireerde en instrueerde. Wethouder Eric van der Burg reikte de prijs uit in de Mozes en Aäronkerk in Amsterdam.
2013 - MediaRadio Steunkous - dit is een lokaal Amsterdams radioprogramma door Buurtzorg Amsterdam bedacht door Marjolein Onvlee. De prijs werd uitgereikt in ForumImages in Groningen.
2014 - JeugdPeter Leslie - vanwege zijn project 'Mindlab': de ontwikkeling van onderwijsprogramma's en workshops op het gebied van mindfulness voor het middelbaar en hoger onderwijs. De prijsuitreiking vond plaats in het gemeentehuis van Lochem.
2015 - SamenlevingJongerenteam Omalief, een initiatief van Mustafa Kus; deze Turkse jongeren brengen sinds 2014 wekelijks een bezoek aan een oudere bewoners van verzorgingshuizen. De prijsuitreiking was in de Jacobikerk in Utrecht.
2016 - EconomieHeilige Rotterdamse Boontjes - dit initiatief van Rodney van den Hengel en Marco den Dunnen biedt Rotterdamse jongeren met een justitiële achtergrond kansen om werkervaring op te doen als koffiebrander, barrista en distributeur. De prijs werd uitgereikt in het Groothandelsgebouw in Rotterdam.
2017 - ZorgHans Peter Jung - vanwege zijn inzet om als huisarts meer aandacht aan zijn patiënten te kunnen besteden, met medewerking van een zorgverzekeraar. De prijs werd uitgereikt tijdens het evenement 'Arts en Auto Live' op landgoed Heerlijkheid Mariënwaerdt in Beesd.
2018 - Geloven in CompassieKarim Amghar, docent, manager en trainer bij WijWijs, een organisatie die discriminatie en polarisatie in Nederlandse samenleving tegengaat, door docenten te trainen en lesmateriaal te ontwikkelen. De prijs werd door Karen Armstrong uitgereikt tijdens een symposium aan de Vrije Universiteit Amsterdam.
2019 - Kinderrechten
Noortje Beukeboom vanwege de vele activiteiten die zij als vrijwilliger onderneemt binnen het jeugdwelzijnswerk, waar zij vooral aandacht vraagt voor de stem van jongeren zelf. De prijs werd uitgereikt tijdens een symposium over Kinderrechten in de juridische faculteit van de Universiteit Leiden, in aanwezigheid van Marilyn Turkovich, Program Director Charter for Compassion International.
2020, 2021 en 2022 - Geen uitreiking van de prijs
Vanwege de Corana-pandemie vond in deze periode geen uitreiking plaats.
2023 - Speciaal voor Scholieren: Werken aan een betere wereld. Kan jouw idee de wereld mooier maken?
Riemer Brandsma, leerling van het MHV Pantarijn College in Wageningen. Hij heeft als klimaatburgemeester en op zijn school verschillende initiatieven opgezet om samen met jongeren te werken aan duurzaamheid en klimaatverandering. De prijs werd door Burgemeester Floor Vermeulen uitgereikt tijdens een groot festival over sociale verbinding en duurzame ontwikkeling op het MHV Pantarijn College, Wageningen.
2024 – Kunst en Compassie
De winnaars van de Compassieprijs 2024 waren de Bedside Singers. Met meer dan veertig deelnemende koren zorgt de stichting Bedside Singers Nederland voor uitvoeringen in besloten kring voor mensen in de laatste levensfase. Een traject dat tot de kern van de Beweging van Barmhartigheid gaat. Marieke Maan, coördinator van de Bedside Singers, nam de prijs blij verrast in ontvangst, uit handen van Wimar Jaeger, burgemeester van Zutphen. Dat gebeurde tijdens Festival Oeverloos in Zutphen.